# Piper PA-60 Aerostar
Piper PA-60 Aerostar (nekdanji Ted Smith Aerostar) slovenski nadimek: «riba» je družina ameriških dvomotornih šestsedežnih visoko zmogljivih nizkokrilnih batnih letal kabinskega razreda. Prvotno ga je proizvajala in razvila družba Ted Smith Aircraft Company, ki je po letu 1978 postala del Piper Aircraft Corporation. Model 601P (oz. PA-61P) je imel tudi kabino pod tlakom. Velja za luksuzno potovalno športno letalo v konkurenci: Beechcraft Duke, Beechcraft Queen Air in Cessna 340 ter Piper PA-31 Navajo. V času izdelave je Aerostar držal hitrostni rekord za najhitrejše dvomotorno batno GA letalo, ki je lahko doseglo potovalne hitrosti od 220 kts (408 km/h) za najzgodnejše modele 600 do 261 kts (483 km/h) za novejše modele 700, varianta Aerostar 700 Super na polni moči drži hitrost TAS 285 kts (528 km/h). Aerostar velja med piloti za enega izmed najbolj legendarnih dvomotornih batnih letal.

## Variante
Prototip model 360 in 400
Model 360 je bil prvi prototip, ki sta ga poganjala dva motorja Lycoming IO-360 s 180 KM (130 kW). Prvič poletel novembra 1966. Model 400 je modifikacija prvega prototipa z motorji IO-360 z močjo 200 KM (150 kW).
600
Začetni proizvodni model z dvema motorjema Lycoming IO-540-K z močjo 290 KM, 282 proizvedenih pod štirimi različnimi imeni podjetij.
600A in 600E
Model 600 z nekaj manjšimi spremembami detajlov. 600E oznaka, ki se uporablja za letala, ki se prodajajo v Evropi.
601 (kasneje PA-61)
To letalo še vedno drži rekord hitrosti pri zaprtem kopnem za serijski batni dvojček Model 600 z motorji s turbinskim polnilnikom, izdelanih 117.
601B (kasneje PA-61)
Model 601 s povečanim razponom kril, izdelanih 44.
601P (kasneje PA-61P)
Različica 601 pod tlakom s povečano bruto težo, izdelanih 492.
602P Sequoia (pozneje PA-60)
Piper je razvil različico 601P z motorji Lycoming TIO-540-AA1A5 z 290 KM, izdelanih 124.
Prototip 621
Prototip tlačnega Aerostarja z motorji TIO-540 s 310 KM, eden izdelan (pri Van Nuysu sredi leta 1969).
Prototip 700 Superstar
Prototip raztegnjene različice trupa z dvema motorjema IO-540M.
700P  (PA-60)
602P z nasprotno vrtečimi motorji Lycoming TIO-540-U2A z 350 KM, označenih tudi kot PA-60, izdelanih 26.
702P
Nova modifikacija 700P z ojačanim nosnim delom, ki omogoča večjo vzletno težo.
Prototip 800
601P z raztegnjenim trupom, povečanim repom in dvema motorjema Lycoming s 400 KM, eden zgrajen.
Prototip Speedstar 850
Modifikacija za zamenjavo dvobatnih motorjev s turbopropelerskimi motorji z enim nosom.

## Tehnične specifikacije (700P)
Podatki iz Jane's Civil and Military Aircraft Upgrades 1994-95
Splošne značilnosti
- Posadka: 1
- Število sedežev: 5 potnikov
- Dolžina: 34 ft 975 in (35,13 m)
- Razpon kril: 36 ft 8 in (11,18 m)
- Višina: 12 ft 1 in (3,68 m)
- Površina kril: 1.782 sq ft (165,6 m2)
- Aeroprofil: NACA 64A212
- Teža praznega letala: 4.275 lb (1.939 kg)
- Bruto teža: 6.315 lb (2.864 kg)
- Pogon letala: 2 × Avco Lycoming TIO-540-U2A flat six counter-rotating piston , 350 hp (260 kW)  vsak

Zmogljivost
- Maks. hitrost: 306 mph; 266 kn (492 km/h)
- Potovalna hitrost: 242 mph; 211 kn (390 km/h) [2]
- Doseg: 1.024 mi; 890 nmi (1.648 km)
- Višina leta (servisna): 25.000 ft (7.620 m)
- Hitrost vzpenjanja: 1.850 ft/min (9,4 m/s)

## Kulturne reference
Letalo Piper Aerostar je zaradi svojega videza in izjemne hitrosti izjemno privlačno; z njim je letel glavni lik Barry Seal (Tom Cruise) v filmu American Made (2017). Letalo nastopa še v različnih scenah v filmih ali serijah Born Yesterday (1993), D.A.R.Y.L. (1985) in The New Avengers (12. epizoda, 1977).